# Wereldkampioenschap superbike van Brno 2010
Het wereldkampioenschap superbike van Brno 2010 was de negende ronde van het wereldkampioenschap superbike en het wereldkampioenschap Supersport 2010. De races werden verreden op 11 juli 2010 op het Automotodrom Brno nabij Brno, Tsjechië.

## Superbike

### Race 1
| Pos | Nr  | Rijder           | Constructeur | Rondes | Tijd        | Grid | Punten |
| --- | --- | ---------------- | ------------ | ------ | ----------- | ---- | ------ |
| 1   | 65  | Jonathan Rea     | Honda        | 20     | 40:16.037   | 3    | 25     |
| 2   | 3   | Max Biaggi       | Aprilia      | 20     | +2.518      | 2    | 20     |
| 3   | 35  | Cal Crutchlow    | Yamaha       | 20     | +4.071      | 1    | 16     |
| 4   | 50  | Sylvain Guintoli | Suzuki       | 20     | +7.160      | 5    | 13     |
| 5   | 111 | Rubén Xaus       | BMW          | 20     | +8.602      | 4    | 11     |
| 6   | 41  | Noriyuki Haga    | Ducati       | 20     | +11.379     | 15   | 10     |
| 7   | 52  | James Toseland   | Yamaha       | 20     | +11.513     | 10   | 9      |
| 8   | 91  | Leon Haslam      | Suzuki       | 20     | +16.487     | 14   | 8      |
| 9   | 7   | Carlos Checa     | Ducati       | 20     | +20.829     | 8    | 7      |
| 10  | 57  | Lorenzo Lanzi    | Ducati       | 20     | +25.164     | 9    | 6      |
| 11  | 66  | Tom Sykes        | Kawasaki     | 20     | +32.602     | 12   | 5      |
| 12  | 67  | Shane Byrne      | Ducati       | 20     | +36.748     | 16   | 4      |
| 13  | 23  | Broc Parkes      | Honda        | 20     | +39.183     | 21   | 3      |
| 14  | 95  | Roger Lee Hayden | Kawasaki     | 20     | +59.889     | 22   | 2      |
| 15  | 15  | Matteo Baiocco   | Kawasaki     | 20     | +1:05.329   | 19   | 1      |
| DNF | 84  | Michel Fabrizio  | Ducati       | 12     | Uitgevallen | 7    |        |
| DNF | 99  | Luca Scassa      | Ducati       | 4      | Ongeluk     | 6    |        |
| DNF | 2   | Leon Camier      | Aprilia      | 4      | Uitgevallen | 13   |        |
| DNF | 77  | Chris Vermeulen  | Kawasaki     | 0      | Ongeluk     | 18   |        |
| DNF | 96  | Jakub Smrž       | Aprilia      | 0      | Ongeluk     | 17   |        |
| DNF | 76  | Max Neukirchner  | Honda        | 0      | Ongeluk     | 11   |        |
| DNS | 11  | Troy Corser      | BMW          | 0      | Blessure    | 20   |        |

### Race 2
| Pos | Nr  | Rijder           | Constructeur | Rondes | Tijd        | Grid | Punten |
| --- | --- | ---------------- | ------------ | ------ | ----------- | ---- | ------ |
| 1   | 3   | Max Biaggi       | Aprilia      | 20     | 40:12.236   | 2    | 25     |
| 2   | 65  | Jonathan Rea     | Honda        | 20     | +4.627      | 3    | 20     |
| 3   | 84  | Michel Fabrizio  | Ducati       | 20     | +13.600     | 7    | 16     |
| 4   | 52  | James Toseland   | Yamaha       | 20     | +16.372     | 10   | 13     |
| 5   | 41  | Noriyuki Haga    | Ducati       | 20     | +17.530     | 15   | 11     |
| 6   | 7   | Carlos Checa     | Ducati       | 20     | +21.704     | 8    | 10     |
| 7   | 50  | Sylvain Guintoli | Suzuki       | 20     | +23.769     | 5    | 9      |
| 8   | 2   | Leon Camier      | Aprilia      | 20     | +25.875     | 13   | 8      |
| 9   | 67  | Shane Byrne      | Ducati       | 20     | +30.374     | 16   | 7      |
| 10  | 91  | Leon Haslam      | Suzuki       | 20     | +34.002     | 14   | 6      |
| 11  | 57  | Lorenzo Lanzi    | Ducati       | 20     | +34.691     | 9    | 5      |
| 12  | 23  | Broc Parkes      | Honda        | 20     | +49.270     | 21   | 4      |
| 13  | 95  | Roger Lee Hayden | Kawasaki     | 20     | +1:03.258   | 22   | 3      |
| 14  | 35  | Cal Crutchlow    | Yamaha       | 19     | +1 ronde    | 1    | 2      |
| 15  | 15  | Matteo Baiocco   | Kawasaki     | 19     | +1 ronde    | 19   | 1      |
| DNF | 96  | Jakub Smrž       | Aprilia      | 15     | Ongeluk     | 17   |        |
| DNF | 111 | Rubén Xaus       | BMW          | 14     | Ongeluk     | 4    |        |
| DNF | 77  | Chris Vermeulen  | Kawasaki     | 2      | Uitgevallen | 18   |        |
| DNF | 66  | Tom Sykes        | Kawasaki     | 0      | Ongeluk     | 12   |        |
| DNF | 76  | Max Neukirchner  | Honda        | 0      | Ongeluk     | 11   |        |
| DNS | 99  | Luca Scassa      | Ducati       | 0      | Blessure    | 6    |        |
| DNS | 11  | Troy Corser      | BMW          | 0      | Blessure    | 20   |        |

## Supersport
| Pos | Nr  | Rijder            | Constructeur | Rondes | Tijd        | Grid | Punten |
| --- | --- | ----------------- | ------------ | ------ | ----------- | ---- | ------ |
| 1   | 54  | Kenan Sofuoğlu    | Honda        | 18     | 37:25.108   | 5    | 25     |
| 2   | 26  | Joan Lascorz      | Kawasaki     | 18     | +0.124      | 1    | 20     |
| 3   | 7   | Chaz Davies       | Triumph      | 18     | +7.153      | 8    | 16     |
| 4   | 4   | Gino Rea          | Honda        | 18     | +7.813      | 7    | 13     |
| 5   | 37  | Katsuaki Fujiwara | Kawasaki     | 18     | +14.268     | 2    | 11     |
| 6   | 127 | Robbin Harms      | Honda        | 18     | +24.832     | 9    | 10     |
| 7   | 117 | Miguel Praia      | Honda        | 18     | +30.907     | 10   | 9      |
| 8   | 25  | David Salom       | Triumph      | 18     | +30.985     | 11   | 8      |
| 9   | 14  | Matthieu Lagrive  | Triumph      | 18     | +32.463     | 12   | 7      |
| 10  | 99  | Fabien Foret      | Kawasaki     | 18     | +38.232     | 4    | 6      |
| 11  | 31  | Vittorio Iannuzzo | Triumph      | 18     | +40.343     | 13   | 5      |
| 12  | 55  | Massimo Roccoli   | Honda        | 18     | +40.762     | 14   | 4      |
| 13  | 22  | Daniel Bukowski   | Honda        | 18     | +58.901     | 20   | 3      |
| 14  | 85  | Alessio Palumbo   | Kawasaki     | 18     | +1:02.708   | 17   | 2      |
| 15  | 32  | Tomáš Holubec     | Honda        | 18     | +1:05.089   | 19   | 1      |
| 16  | 88  | Jaroslav Černý    | Yamaha       | 18     | +1:19.704   | 21   |        |
| 17  | 74  | Boštjan Skubic    | Yamaha       | 18     | +1:36.598   | 22   |        |
| 18  | 24  | Eduard Blokhin    | Yamaha       | 18     | +1:54.374   | 23   |        |
| 19  | 10  | Imre Tóth         | Honda        | 17     | +1 ronde    | 24   |        |
| DNF | 8   | Bastien Chesaux   | Honda        | 17     | Ongeluk     | 16   |        |
| DNF | 9   | Danilo Dell'Omo   | Honda        | 16     | Uitgevallen | 18   |        |
| DNF | 50  | Eugene Laverty    | Honda        | 5      | Uitgevallen | 3    |        |
| DNF | 51  | Michele Pirro     | Honda        | 2      | Ongeluk     | 6    |        |
| DNF | 5   | Alexander Lundh   | Honda        | 0      | Ongeluk     | 15   |        |

## Tussenstanden na wedstrijd

### Superbike
| Pos | Nr | Rijder        | Team    | Punten |
| --- | -- | ------------- | ------- | ------ |
| 1   | 3  | Max Biaggi    | Aprilia | 352    |
| 2   | 91 | Leon Haslam   | Suzuki  | 284    |
| 3   | 65 | Jonathan Rea  | Honda   | 203    |
| 4   | 7  | Carlos Checa  | Ducati  | 189    |
| 5   | 41 | Noriyuki Haga | Ducati  | 172    |

### Supersport
| Pos | Nr | Rijder         | Team     | Punten |
| --- | -- | -------------- | -------- | ------ |
| 1   | 54 | Kenan Sofuoğlu | Honda    | 183    |
| 2   | 26 | Joan Lascorz   | Kawasaki | 168    |
| 3   | 50 | Eugene Laverty | Honda    | 161    |
| 4   | 7  | Chaz Davies    | Triumph  | 113    |
| 5   | 25 | David Salom    | Triumph  | 72     |

1993 · 1996 · 2005 · 2006 · 2007 · 2008 · 2009 · 2010 · 2011 · 2012 · 2018